# Kōichi Murata
Kōichi Murata (japanisch 村田 航一 Murata Kōichi; * 6. September 1996 in der Präfektur Miyazaki) ist ein japanischer Fußballspieler.

## Karriere
Murata erlernte das Fußballspielen in der Schulmannschaft der Nissho Gakuen High School und der Universitätsmannschaft der Meiji-Universität. Seinen ersten Vertrag unterschrieb er 2019 bei Mito HollyHock. Der Verein spielte in der zweithöchsten Liga des Landes, der J2 League.